# Doraemon: Nobita no Bokujō Monogatari
Doraemon Story of Seasons là một trò chơi nhập vai mô phỏng nông trại dành cho hệ máy Nintendo Switch và Microsoft Windows, là một bản giao thoa của loạt Story of Seasons và nhượng quyền Doraemon. Trò chơi được phát triển bởi Brownies và Marvelous, Bandai Namco Entertainment xuất bản. Bản phát hành này đánh dấu lần đầu tiên một trò chơi điện tử Doraemon được phát triển cho thị trường phương Tây.
Trò chơi được phát hành vào ngày 13 tháng 6 năm 2019 tại Nhật Bản và trên toàn thế giới vào ngày 11 tháng 10 năm 2019. Phiên bản PlayStation 4 của trò chơi được phát hành vào ngày 30 tháng 7 năm 2020 tại Nhật Bản và trên toàn thế giới vào ngày 4 tháng 9 năm 2020. Phần tiếp theo mang tên Doraemon Story of Seasons: Friends of the Great Kingdom phát hành vào ngày 2 tháng 11 năm 2022 cho hệ máy Nintendo Switch, PlayStation 5 và Microsoft Windows.

## Lối chơi
Trò chơi kết hợp các yếu tố mô phỏng canh tác nông trại từ loạt Story of Seasons, còn các nhân vật quen thuộc và các bảo bối bí mật được lấy từ loạt phim Doraemon. Người chơi sẽ vào vai Nobita và tham gia vào các hoạt động nông trại như xới đất để trồng trọt, chăm sóc gia súc và cừu, v.v. Trò chơi cũng có hệ thống câu cá, trang trí nhà cửa, bắt và sưu tập côn trùng, ngày lễ và lễ hội tương tự như loạt Story of Seasons.
Các nhân vật trong bộ truyện Doraemon như Jaian và Shizuka cũng xuất hiện với tư cách là nhân vật phụ và sẽ hỗ trợ Nobita trong cuộc phiêu lưu. Sau một thời gian, Nobita có thể mở khóa các bảo bối của Doraemon, cung cấp các khả năng đặc biệt như Hộp thời tiết để thay đổi thời tiết theo ngày tùy ý thích và Cánh cửa thần kỳ cho phép Nobita di chuyển nhanh giữa các khu vực.

## Tóm tắt cốt truyện
Sau khi gieo một hạt giống bí ẩn được tìm thấy bởi Nobita, Doraemon và bạn bè được chuyển đến một thế giới khác, một nơi gọi là Thị trấn Shizen. Trong quá trình đó, Doraemon đã mất hầu hết các bảo bối nên không thể quay về được. Cuối cùng, họ quyết định ở lại Thị trấn Shizen trong khi cố gắng tìm cách quay trở lại thế giới cũ. Lunch, một cư dân của thị trấn, cho Nobita mượn một trang trại trong thị trấn để làm nơi ở tạm.

## Nhân vật
Những nhân vật chính 
| Nhân vật | Yêu          | Thích                                         |
| -------- | ------------ | --------------------------------------------- |
| Doraemon | Dorayaki     | Sunflower, Watermelon, Udon, Napa Cabbage     |
| Shizuka  | Baked Potato | P.Daisy, Sweet Potato, Cheesecake, Yam        |
| Jaian    | Curry        | Normal Wood, Migratory Locust, Stew, G.Pepper |
| Suneo    | Marlin Stew  | Truffled Egg, Melon, Truffle, Diamond         |
| Vera     | Compote      | Cabbage, Yogurt, Red Rose. Strange Food       |
| Yarmais  | Sashimi Boat | Daikon, Matsutake, Truffled Egg, Ruby         |

Những dân làng Natura 
| Nhân vật | Yêu              | Thích                                         |
| -------- | ---------------- | --------------------------------------------- |
| Helen    | Walnut bread     | Caramel Almonds, Strawberry, Goldfish, Egg    |
| Ranch    | Tempura          | Potato, Sunflower, Fodder. Chikuzen-ni        |
| Chick    | Fritter          | Gratin, Horse Mackerel, Crab, Chesse          |
| Ken      | Horned Atlas     | Strawbery Milk, Mantis, Mayonnaise, Honeybee  |
| Bull     | Amberjack Daikon | Plum, Milk, Pumpkin, Baked Beans              |
| Yuu      | Boiled Carp      | Peas, Iris, Palbochae, Yarn                   |
| Ram      | Pudding          | Dandelion, Morning Glory, Chili Shrimps, Wool |
| Pastie   | Namasu           | Fertilizer, Burdock, Autumn Salad, Pink       |

| Nhân vật | Yêu           | Thích                                         |
| -------- | ------------- | --------------------------------------------- |
| Smick    | Seared Bonito | Copper Ore, Ginger, Daikon, Namasu            |
| Brass    | Ajillo        | Iron Ore, Cucumber, Carpaccio, Lily           |
| Etty     | Carpaccio     | Wheat, Carnation, Spring Salad, Red Saxifrage |
| Neral    | Pot-au-feu    | Gratin, Cauliflower, Ant, Firefly             |
| Tiral    | Apple Tart    | Pudding, Carrots, P. Daisy, Bagna Cauda       |
| Locode   | Strange Food  | Stir-fry, Spices, Shepherd's Purse, Lily      |
| Seruna   | Shortcake     | Terrine, Shepherd's purse, Aloe, Red Rose     |
| Restau   | Sandwich      | Bean Paste, Apple, Pumpkin, Strange food      |
| Taurant  | Spring Salad  | Sauteed salad, Lily, Wheat flour, Melon       |

### Những người khác
| Nhân vật          | Yêu                   | Thích                                      |
| ----------------- | --------------------- | ------------------------------------------ |
| Penter            | Udon                  | Royal Fern, Hard Wood, Oden, Watermelon    |
| Seaphy            | Marlin                | Hibiscus, Squid, Groundbait, Fried Cheese  |
| Red Koroppokur    | Junk                  | Apple Pie                                  |
| Green Koroppokur  | Junk                  | Green Potage                               |
| Blue Koroppokur   | Junk                  | Fodder                                     |
| Yellow Koroppokur | Junk                  | Meunier                                    |
| Purple Koroppokur | Junk                  | Quiche                                     |
| Bear              | Cherry Salmon, Salmon | Bamboo Shoot, Walnut, Beehive, Water Melon |
| Rabbit            | Carrot, Corn          | Dandelion, Cabbage, Pumpkin, Apple         |
| Squirrel          | Walnut, Almond        | Potato, Pumpkin, Spinach, Pea              |
| Monkey            | Apple, Potato         | Yam, Corn, Turnip, Watermelon              |

## Phát triển
Trong một cuộc phỏng vấn với Famitsu, có tin tình báo tiết lộ Doraemon Story of Seasons vốn là lời đề nghị của nhà sản xuất Bandai Namco Kenji Nakajima dành cho Marvelous, vì ông là một fan hâm mộ loạt Story of Seasons của Marvelous. Ông ấy lớn lên cùng với Doraemon, và cũng là một fan hâm mộ của Harvest Moon: Back to Nature. Ông muốn tạo ra một trò chơi cho phép người chơi trải nghiệm các thông điệp và câu chuyện mà Doraemon đem đến, với các yếu tố gameplay của Story of Seasons tương ứng với phần thưởng xứng đáng cho những nỗ lực của người chơi.
Ông cũng xác nhận rằng trò chơi sẽ không có bất kỳ tính năng tình cảm lãng mạn hay hôn nhân nào, khác với loạt Story of Seasons cổ điển. Để đổi lấy điều này, trò chơi sẽ có một câu chuyện tuyến tính với trọng tâm là tình yêu gia đình. Ngoài ra còn có nhiều câu chuyện phụ cũng sẽ liên quan đến tình yêu gia đình, chẳng hạn như giữa anh chị em hoặc các con vật nuôi trong gia đình. Có rất nhiều cửa hàng gia đình trong thị trấn với câu chuyện phụ của riêng nó sẽ được kết nối với hệ thống mối quan hệ. Chủ đề tình yêu gia đình sẽ được mở khóa thêm khi những người bạn của Nobita như Shizuka và Giant phụ giúp tại các cửa hàng.
Trong cuộc phỏng vấn đó, giám đốc sản xuất Story of Seasons, Hikaru Nakano cũng tiết lộ Marvelous cũng đang làm việc cùng lúc với một trò chơi Story of Seasons khác, và Doraemon Story of Seasons sẽ giúp mở rộng thêm loạt Story of Seasons.

## Phát hành
Trò chơi được công bố lần đầu tiên trong buổi giới thiệu Nintendo Direct vào ngày 14 tháng 2 năm 2018 tại Nhật Bản kèm theo đoạn giới thiệu lối chơi cơ bản. Bandai Namco công bố ngày phát hành chính thức là ngày 13 tháng 6 năm 2019 mặc dù thông cáo báo chí là vào tháng Tư. Bản demo có thể tải xuống cho Nintendo Switch sau đó đã được phát hành tại Nhật Bản vào tháng 5 cùng với một đoạn giới thiệu mới.
Trong một thông báo riêng vào tháng 4, Bandai Namco Entertainment Asia và Hàn Quốc đã công bố phiên bản trò chơi truyền thống Trung Quốc và Hàn Quốc, sẽ được phát hành vào mùa hè 2019. Họ cũng đã công bố một phiên bản trò chơi trên Microsoft Windows, sẽ được phát hành thông qua Steam. Một thông báo tiếp theo của Bandai Namco cũng xác nhận việc phát hành phiên bản tiếng Anh của trò chơi ở Bắc Mỹ, Châu Âu và Đông Nam Á. Trò chơi vật lý chỉ phát hành ở châu Âu và Đông Nam Á, và chỉ có ở Bắc Mỹ mới có phiên bản kỹ thuật số tải xuống.
Tháng 4, 2020, trò chơi được công bố sẽ phát hành trên PlayStation 4Nhật Bản vào ngày 30 tháng 7, 2020, và trên thế giới vào ngày 4 tháng 9, 2020. Phiên bản PlayStation 4 chạy ở tốc độ 60 khung hình / giây thay vì 30 khung hình / giây thông thường trên Switch. Trò chơi cũng có thể được chơi trên PlayStation 5 nhưng với hiệu suất tốt và nhanh hơn.

## Tiếp nhận
Doraemon: Nobita no Bokujō Monogatari nhận được số điểm 74/100 trên MetaCritic dựa trên 22 đánh giá. Tạp chí Famitsu của Nhật Bản đã xếp hạng trò chơi với mức đáng giá 34/40. Nic Vargus của IGN đã chấm điểm 5/10 cho trò chơi. Sayem Ahmed của Nintendo Life khen ngợi giao diện trò chơi đẹp bên cạnh đó cũng nêu khuyết điểm của trò chơi là tốc độ hơi chậm.